# Kostur
Kostur es un pueblo ubicado en el municipio de Kriva Palanka, en Macedonia del Norte.

## Superficie
Posee una superficie de 44,75 kilómetros cuadrados.

## Demografía
Hasta 2021 la población era de 16 habitantes, con una densidad de población de 0,3576 habitantes por kilómetro cuadrado.